# Arménská Helsinská skupina
Arménská Helsinská skupina, která vznikla v dubnu 1977 v Arménské SSR, byla tamní první organizací na obranu lidských práv.

## Historie
Po první světové válce, během níž Turci vyvraždili 1,5 mil. Arménů, byla 18. května 2018 vyhlášena samostatná Arménská republika. Trvala jen dva roky, než ji obsadila sovětská vojska a připojila k Sovětskému svazu jako součást Zakavkazské sovětské federativní socialistické republiky. Od roku 1936 existovala jako Arménská sovětská socialistická republika. Po roce 1948 posílaly sovětské úřady Arménce navracející se z emigrace rovnou na Sibiiř a v Arménii se místo nich usazovali Rusové
Během částečného uvolnění režimu v 60. letech zesílilo hnutí národního sebeuvědomění Arménců. Roku 1963 vznikla Unie mladých Arménců, která připravovala vzpomínku na tureckou genocidu a roku 1965 se uskutečnila v centru Jerevanu masová demonstrace, kterou rozehnala policie. Roku 1966 byla založena podzemní organizace Národní sjednocená strana Arménie (NUP), kterou založili výtvarník Haykanuz Chačatryan (nar. 1919) a studenti Stepan Zatikyan a Šahen Harutyunyan.
A. Chačatryan napsal program NUP a text přísahy, která měla být složena při vstupu do strany. Spolu se Š. Harutyunyanem a S. Zatikyanem vydal první číslo novin NOP "Paros" ("Maják"). Členové NUP, kteří se k nim připojili, psali články vyzývající k vytvoření nezávislé Arménie, šířili leták "Nelze již mlčet", připravili vydání časopisu "Za jméno vlasti" (343 výtisků).
V roce 1968 byli zakladatelé NUP a několik jejich stoupenců zatčeni a faktickým vůdcem NUP se stal devatenáctiletý Paruyr Hajrikjan, student Jerevanského polytechnického institutu, autor arménských vlasteneckých písní. 24. dubna 1969 spolu s dalšími později obviněnými zorganizoval rozhlasové vysílání u památníku obětem masakru z roku 1915. V roce 1969 byl však také zatčen a spolu s pěti svými vrstevníky postaven před soud.
Stejně jako předtím a poté všichni vedoucí představitelé NUP byli souzeni za "protisovětskou agitaci a propagandu" a za účast v "protisovětské organizaci". Hayrikyan byl obviněn z vedení podzemní skupiny a z toho, že sám četl a dal ostatním číst noviny "Paros", program a stanovy NUP. Hayrikyan byl poté odsouzen ke čtyřem letům v táboře s přísným režimem. V dubnu 1973 se vrátil do vlasti a byl mu uložen správní dohled, ale v únoru 1974 byl opět zatčen "za porušení pravidel dohledu". Již ve vazbě byl opět obviněn z "protisovětské agitace" a odsouzen k 7 letům v táboře přísného režimu. Na konci tohoto táborového trestu, v roce 1980, byl proti němu zahájen nový případ a dostal další 3 roky tábora.
V letech 1974-1975 probíhaly hladovky politických vězňů na podporu požadavků NUP provázené petiční kampaní. Arméni psali sovětským úřadům a OSN a požadovali legalizaci NUP a propuštění jejích zatčených členů (do té doby prošlo soudy asi 80 členů NUP). V Den ústavy (5. prosince) roku 1976, držel politický vězeň Razmik Markošjan a člen NUP hladovku a zaslal předsedům Nejvyšších sovětů SSSR a Arménské SSR prohlášení, v němž trval na legitimizaci NUP. K prohlášení se připojilo dalších 15 politických vězňů.

## Založení a činnost
První Helsinská skupina v Sovětském svazu vznikla v Moskvě v roce 1976. Následovalo vytvoření podobných ukrajinských, litevských, gruzínských a arménských skupin. Všechny Helsinské skupiny byly vystaveny tvrdému pronásledování a nátlaku KGB. Obránci lidských práv zapojení do těchto skupin byli odsouzeni k dlouholetým trestům odnětí svobody. 
1. dubna 1977 bylo oznámeno založení otevřeného sdružení pro lidská práva - Arménské Helsinské skupiny (AHG). Jejími členy byli: ekonom Eduard Arutyunyan (* 1926), který se stal vedoucím skupiny, student Polytechnického institutu Samvel Osyan a Robert Nazaryan (* 1948), fyzik a jáhen arménské pravoslavné církve. Později se k AHG připojili dělníci - Šahen Arutyunyan (jeden ze zakladatelů NUP) a Ambartsum Khighatyan.
V roce 1977 se v úvodním Prohlášení Arménské Helsinské skupiny uvádí, že Arménie usiluje o členství v OSN, aby mohla řešit národní problémy příslušníků arménského národa na celém světě. V programu AHG je také potřeba usilovat o "znovupřipojení Náhorního Karabachu a Nachičevanské autonomní oblasti, které jsou v současnosti součástí Ázerbájdžánské SSR, k Arménské republice", a také požadavek "používání arménského jazyka ve všech oblastech života v Arménii".
Arménská Helsinská skupina vypracovala několik zpráv o porušování občanských a lidských práv na území Arménské SSR. Souhrnná zpráva adresovaná bělehradské konferenci konstatuje fakta o potlačování arménské národní kultury; diskriminaci arménského jazyka; jsou uvedena jména osob, které přišly o práci z ideologických důvodů; je poukázáno na porušování lidských práv arménských politických vězňů; jsou vyjmenovány osoby, kterým je upíráno právo emigrovat; jsou vyjmenovány knihy, které byly zabaveny v knihovnách a zničeny jen proto, že jejich autoři emigrovali ze SSSR.
Členové Arménské Helsinské skupiny Šahen Arutyunyan a Robert Nazaryan byli zatčeni v prosinci 1977 a dostali trest 5 let pracovního tábora a dva roky vyhnanství (Arutyunyan) a tři roky pracovního tábora (Nazaryan). Po jejich zatčení se šéf AHG E. Harutyunyan obrátil na arménský lid v zahraničí s prohlášením, že AHG byla poražena, S. Osyan, přesvědčen o nesmyslnosti lidskoprávní práce v sovětských podmínkách se vzdal členství. Skupina se již novými členy nedoplnila a zastavila činnost. Vedoucí skupiny Eduard Arutyunyan byl zatčen v červenci 1979 a odsouzen k trestu 2,5 roku v pracovním táboře. 
Porážka Arménské Helsinské skupiny, která navázala kontakt s moskevskými aktivisty za lidská práva, toto spojení omezila, ale nepřerušila. Informace z Arménie přicházely i po zániku AHG a byly publikovány prostřednictvím samizdatového periodika Chronicle of Current Events.
V devadesátých letech, kdy byly archivy NSS na krátkou dobu otevřeny, jména členů Arménské Helsinské skupiny v seznamech poskytnutých NSS zpravidla chyběla, ačkoli proti nim bylo zahájeno řízení podle článku 206 trestního zákoníku SSSR a byli uvězněni.

### Atentáty v moskevském metru a AHG
Roku 1978 lidskoprávní aktivisté v Arménii požadovali změny ústavy a zachování arménštiny jako státního jazyka. Současně s projednáváním nové arménské ústavy probíhaly výslechy v případě zakladatele NUP Stepana Zatikyana (* 1947), který si  v letech 1968-1972 odpykal trest v pracovním táboře a byl zatčen 3. listopadu 1977, a dvou mladých dělníků žijících v jeho sousedství, Hakoba Stepanyana (* 1949) a Zavena Baghdasaryana (* 1954?). Od jara 1978 bylo známo, že tito tři jsou obviněni z výbuchu v moskevském metru, k němuž došlo 8. ledna 1977 a který si vyžádal lidské oběti (44 zraněných a 7 mrtvých). Zatikyan byl ženatý se sestrou Paruyra Hajrikjana.
Z výslechů lze vyvodit, že se vyšetřování snažilo propojit NUP, Arménskou Helsinskou skupinu a případ výbuchů. Proces se konal v Moskvě a probíhal tak tajně, že není známo, kdy začal. Nikdo z příbuzných nebyl o procesu informován, nikdo z nich mu nebyl přítomen. Rozsudek byl vynesen 24. ledna 1979. Všichni tři byli zastřeleni před 31. lednem 1979, před uplynutím odvolací lhůty. Na podezřelé okolnosti procesu upozorňoval Andrej Sacharov a vyslovil podezření, že výbuchy zinscenovala KGB.

### Dozvuky působení AHG
Podzemní aktivity za vytvoření nezávislé Arménie pokračovaly po trase vytyčené NUP a EHG i v 80. letech. 14. května 1980 byl zatčen Alexander Manachuryan, vedoucí vědecký pracovník Arménské akademie věd, specialista na středověké arménské epitafy, na základě obvinění z účasti v podzemní organizaci. Spolu s učiteli venkovských škol Smbatem Melkonjanem a Ašotem Apikjanem byl obviněn z autorství "protisovětských" článků: "Vše o národní otázce" a "Imperialismus". Není známo, zda obžalovaní byli členy NUP, nebo tvořili samostatnou organizaci. 
Téměř současně s tímto procesem probíhal v Jerevanu další podobný proces nad pěti členy podzemního "Svazu mladých Arménů": Mrzpet Arutyunyan (nar. 1940), Vartan Arutyunyan (* 1960), Ishkhan Mkrtchyan (* 1957), Samuel Yeghiazaryan (* 1959) a Hovhannes Aghababyan (* 1958). Členové svazu psali a šířili básně, v nichž "oslavovali myšlenku nezávislé a svobodné Arménie". Obžaloba představila Mrzpeta Arutyunyana (bratra zakladatele NUP a pozdějšího člena AHG Šahena Arutyunyana) jako ideologa a inspirátora Svazu a Ishkhana Mkrtchyana jako praktického vůdce. Mrzpet Arutyunyan u soudu prohlásil, že cílem Svazu mladých Arménů je prosazovat odtržení Arménie od SSSR. Poslední den procesu obžalovaní požadovali zaslání pozdravného telegramu americkému prezidentovi R. Reaganovi "He will stay true to his promises. Mrzpet Arutyunyan byl umístěn v psychiatrické léčebně.

### Arménské organizace s podobným programem
Roku 1995 byla založena nevládní organizace organizace Helsinki Committee of Armenia, která sleduje, jak vláda Arménské republiky dodržuje své mezinárodní závazky v oblasti lidských práv, a doporučuje legislativní změny nebo nové politické koncepce s cílem zlepšit kvalitu ochrany práv v zemi. Členy HCA jsou advokáti a zástupci, kteří se účastní soudních jednání. Organizace shromažďuje a analyzuje informace o situaci v oblasti lidských práv v Arménii. HCA vypracovává a šíří informace o řadě problémů, včetně porušování náboženské svobody, porušování práv etnických menšin, politického pronásledování a zneužívání práv příslušníků armády.
Od roku 1997 je v Jerevanu Helsinki Association for Human Rights, od roku 2004 člen International Helsinki Federation. Za své úspěchy při podpoře demokracie a formování občanské společnosti v Arménii získalo sdružení v roce 1998 Cenu Spojených států a Evropské unie za demokracii a občanskou společnost.
V Arménii pracuje ARMENIAN HELSINKI COMMITTEE Human Rights Non-Governmental Organization, jejímž předsedou je Avetik Ishkhanyan.
Roku 2010 byla v arménském Spitaku založena nezisková nevládní organizace Spitak Helsinki Group, zabývající se obhajobou lidských práv, která spojuje principy demokracie a tolerance. Posláním "Spitak Helsinki Group" je posilovat ochranu lidských práv na místní, regionální a celostátní úrovni.